# Chatterbox Records
Chatterbox Records var ett australiskt skivbolag, grundat 1997 i Sydney, Australien av Nik Tropiano och Sebastian Chase. Bolaget har gett ut skivor av bl.a. Hard-Ons, The Brian Jonestown Massacre och Alchemist.

### Fotnoter
Den här artikeln är helt eller delvis baserad på material från engelskspråkiga Wikipedia.